# Phytosanierung
Phytosanierung oder Phytoremediation ist ein Teilgebiet der biologischen Sanierungstechniken und bezeichnet allgemein die Sanierung von verunreinigten und kontaminierten Böden oder des Grundwassers mit Hilfe von Pflanzen. Hierbei handelt es sich um ein sogenanntes In-situ-Verfahren, da die Behandlung des Bodens oder Wassers vor Ort stattfindet. Die Phytosanierung wird fortlaufend weiter entwickelt. Man unterscheidet hierbei verschiedene Verfahren, die im Folgenden dargestellt werden.
Die Initiative Nachrichtenaufklärung bezeichnete Phytosanierung aufgrund des weitgehenden Nichtvorkommens in deutschen Medien als eine der vergessenen Nachrichten des Jahres 2024.

## Phytoextraktion
Phytoextraktion ist ein Sanierungsverfahren, bei dem Pflanzenkultivare eingesetzt werden, die Schadstoffe aus dem Boden verstärkt aufnehmen und in ihrer Biomasse in hohen Konzentrationen anreichern (sogenannte Hyperakkumulatoren). Die Schadstoffe können dabei sowohl in den Wurzeln als auch in der oberirdischen Biomasse gespeichert werden. Diese Pflanzenteile werden dann bei der Ernte nach der Vegetationsperiode entfernt (d. h. je nachdem auch unter Entfernung der Wurzeln) und je nach Belastung einer geeigneten Entsorgung zugeführt; die Verbrennung ist neben anderen Verfahren nur eines der möglichen Entsorgungsverfahren. Der größte Vorteil der Phytoextraktion liegt gegenüber v. a. dem Bodenaustausch (Ausräumung) mit Ablagerung in einer Deponie (dig and dump) sowie Säurewaschung, dass die Bodenfunktionen erhalten bleiben. Dies ist besonders für die Sanierung von Ackerland (z. B. bei Verunreinigung mit Schwermetallen durch Klärschlamm) von großer Bedeutung.
Problematisch war bis dahin allerdings, dass viele untersuchte Hyperakkumulatoren wie z. B. die Ackerschmalwand in Mitteleuropa sehr klein sind bzw. sehr langsam wachsen. Dies wurde in neueren bereits mehrjährigen Versuchsreihen z. B. auf zinkbelasteten und nicht allzu sauren Flächen dadurch umgangen, dass besonders selektierte Kultivare von mitteleuropäischen Kulturpflanzen (auch Neophyten wie Tabak und Sonnenblumen) mit hoher Biomasse, wenn auch nur mittelstarker Schwermetall-Anreicherung eingesetzt wurden. Gesamthaft extrahieren diese Kultivare dann netto mehr als Hyper-Akkumulatoren mit relativ geringer Biomasse. Außerdem ist so auch die umweltgerechte Entsorgung sehr viel einfacher, insbesondere wenn es sich bei den extrahierten Stoffen um essentielle Stoffe bei Tieren und Mensch (wie z. B. Zink) handelt.
Wichtig ist dabei zu berücksichtigen, dass die Bodeneigenschaften (wie v. a. der pH-Wert), die Höhe der Bodenüberdeckung, die Mikroklima-Verhältnisse und die Art der Düngung einen wesentlichen Einfluss auf den Erfolg einer Phytoextraktion haben. Alkalische Böden eignen sich dabei schlechter als leicht saure Böden. Richtig ausgeführte Phytoremediation wirkt dabei nicht nur schadstoffabreichernd, sondern stabilisiert auch die pH-Wert-Verhältnisse und fördert die erwünschte Krümelbildung.
Ziel einer Phytoremediation muss nicht unbedingt die Entfernung zu hoher Gesamtgehalte z. B. von sonst natürlich vorhandenen Stoffen im Boden wie Zink bei Abraumhalden sein. Sie kann auch nur zur Entfernung zu hoher löslicher Gehalte und zur gleichzeitigen Unterbindung von deren Nachlieferung aus dem gesamten (hauptsächlich schwerlöslichen) Schadstoffgehalt im Boden dienen. Dadurch wird ein sonst wesentlich teurerer und ökologisch nicht immer vorteilhafter Bodenaustausch ersetzt. Im Sinne „intelligenter“ Altlastensanierung ist die Phytoremediation dabei nicht das Allheilmittel für alle Bodenbelastungen, sondern eine Ergänzung zu den übrigen Bodensanierungsverfahren. Allgemein nimmt bei Akkumulator-Kultivaren oberhalb gewisser Schadstoffkonzentrationen die Akkumulationsgeschwindigkeit infolge von Vergiftungserscheinungen (Nekrosen) stark ab. Ob sich Phytoremediation erfolgreich einsetzen lässt, bedarf daher immer einer sorgfältigen Abklärung der spezifischen Verhältnisse vor Ort durch Fachleute vor deren Einsatz.
Auch kann durch Kultivierung der Dickstieligen Wasserhyazinthe der Gehalt an Cyaniden und Kupfer in Abwässern des Goldbergbaus gesenkt werden.

## Phytodegradation
Bei der Phytodegradation werden die (meist organischen) Schadstoffe, die die Pflanze aufnimmt, nicht akkumuliert, wie bei der Phytoextraktion, sondern chemisch verändert und somit inaktiviert. Ebenso zählen Verfahren, bei der die Schadstoffe nicht von der Pflanze aufgenommen werden, sondern die Pflanzen nur den Abbau der Schadstoffe durch Mikroorganismen stimulieren, zur Phytodegradation. Diese Stimulierung erfolgt einerseits durch die bessere Assimilatversorgung der Mikroorganismen aufgrund der Durchwurzelung des Bodens (Rhizodeposition) und andererseits auch durch bestimmte Stoffe, die von den Pflanzenwurzeln ausgeschieden werden (Wurzelexsudate).

## Phytomining
Als Phytomining wird die Gewinnung von Metallen mit Hilfe von Pflanzen bezeichnet. Im Gegensatz zur Phytoextraktion bezieht sich dieses Verfahren nur auf Metalle. Diese Metalle können so etwa aus Verbrennungsrückständen wiedergewonnen werden. Bisher eignet sich dieses Verfahren nur, um die Kosten der Phytosanierung (oder Phytoremediation) durch den Gewinn der extrahierten Metalle etwas zu senken. Es wird aber – etwa an der Modellpflanze Hallersche Schaumkresse – daran geforscht, Phytomining auch zum Erzabbau einzusetzen – etwa zur Gewinnung seltener Erden.

## Phytovolatilisation
Bei der Phytovolatilisation nimmt die Pflanze die Schadstoffe mit den Wurzeln auf und gibt sie durch ihre oberirdischen Organe in die Luft wieder ab. Hierbei kann es in der Pflanze zu biochemischen Umwandlungen in flüchtige Formen der Schadstoffe kommen. Im Falle von Quecksilber geschieht dies durch Methylierung des Quecksilbers zu Methylquecksilber durch die Pflanze. Methylquecksilber ist flüchtig und kann daher von der Pflanze in die Luft abgegeben werden.

## Rhizofiltration
Rhizofiltration ist ein Verfahren, bei dem die Pflanzen nicht direkt an der Sanierung beteiligt sind, sondern durch ihr Wurzelsystem dazu beitragen, dass die mikrobielle Aktivität im Boden erhöht wird. Die Schadstoffe werden dann durch Mikroorganismen abgebaut. Bezogen auf die Grundwassersanierung bedeutet Rhizofiltration auch allgemein die Absorption und Kondensation an den Pflanzenwurzeln und/oder Aufnahme und Akkumulation in den Wurzeln.

## Phytostabilisierung
Phytostabilisierung ist kein Sanierungsverfahren, sondern dient nur der Sicherung des Bodens. Allgemein wird die Mobilität von Schadstoffen verringert. Eine dichte Grasdecke schützt den Boden vor Erosion. Der oberflächliche Abtrag von Schadstoffen durch den Wind sowie den Regen wird somit verhindert. An den Feinwurzeln können Schadstoffe adsorbieren, sie werden somit im Boden gehalten und ihre Auswaschung ins Grundwasser wird reduziert. Durch die Transpiration der Pflanzen kommt es zu einem größtenteils nach oben gerichteten Wasserstrom, dies kann ebenfalls Auswaschungen der Schadstoffe ins Grundwasser verhindern. Außerdem können bestimmte Stoffe, die von den Pflanzenwurzeln ausgeschieden werden, zu einer Immobilisierung der Schadstoffe (z. B. Ausfällung von Schwermetallen) führen.